# Арсеньєва Єлизавета Олексіївна
Єлизавета Олексіївна Арсеньєва, до шлюбу Столипіна (нар. 1773–1845, Лермонтово, Пензенська губернія) — російська поміщиця, бабуся Михайла Лермонтова по матері. У середовищі біографів поета отримала титул «найзнаменитішої бабусі російської літератури».
Після смерті чоловіка і єдиної дочки знайшла сенс життя в турботах про онука, з яким майже не розлучалася. Віршів, присвячених Арсеньєвій, в творчій спадщині Лермонтова не виявлено, однак збереглися його листи, а також спогади родичів і знайомих, які свідчать про те, що бабуся була для поета «найближчою людиною».

## Біографія
Була представницею дворянського роду Столипіних, що має коріння до XVI століття. Вона народилася в сім'ї пензенського поміщика, губернського предводителя дворянства Олексія Омеляновича Столипіна (1744—1817) і Марії Опанасівни Столипіної, до шлюбу Мещеріноврї. Її батько, недовгий час навчався в Московському університеті, мав репутацію людини, яка цінує мистецтво. У сімбірському маєтку Столипіна були створені хор і театр; основу трупи складали кріпосні актори, проте дочки Олексія Омеляновича, в тому числі юна Єлизавета Олексіївна, також брали участь в постановках. Наукам її навчали домашні педагоги; незважаючи на деяку «обмеженість освіти», вона непогано розбиралася в гуманітарних дисциплінах і згодом легко знаходила спільну мову з друзями свого онука.

### Життя в шлюбі
У 1794 році Єлизавета Столипіна стала дружиною єлецького поміщика, капітана лейб-гвардії Преображенського полку Михайла Васильовича Арсеньєва. Після весілля подружжя перебралося в село Тархани, куплене на гроші 58 000 рублей від приданого нареченої і записане на ім'я Арсеньєвої. У маєтку площею 4080 десятин землі значилося близько 500 кріпаків-чоловіків; нова господиня відразу перевела їх з оброку на панщину. Місце було благодатне, з дубовим гаєм, липовою алеєю, садами, ставками, річкою Милорайкою.

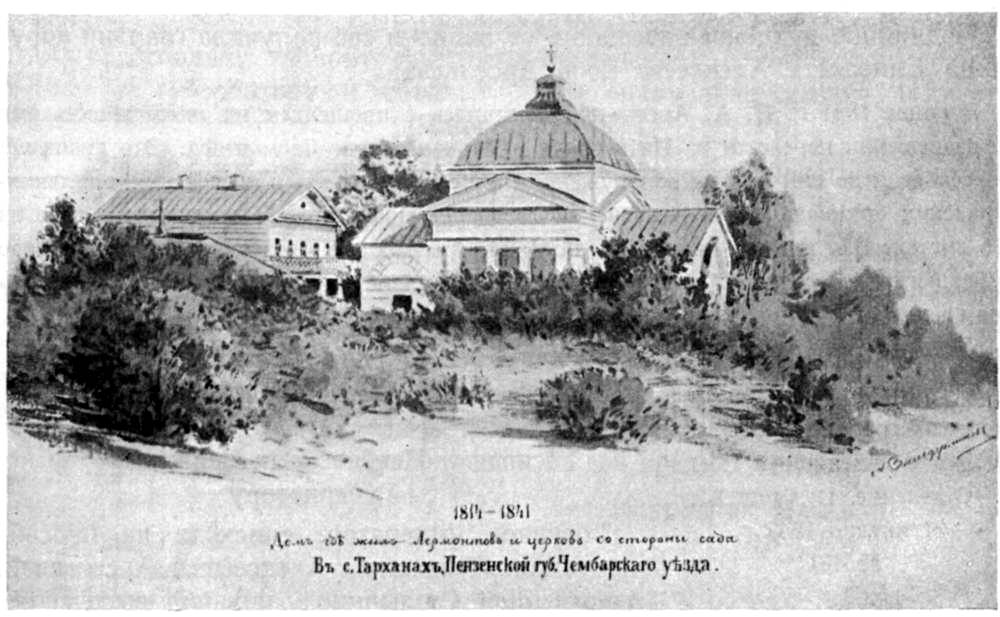
Садиба в Тарханах. Малюнок А. Більдерлінга. 1883 рік

Через рік народила дочку Марію. Поява дитини не зблизила, а віддалила Арсеньєвих один від одного; пристрасть, якою чоловік запалився до сусідки-поміщиці А. М. Мансирової, стала причиною фактичного припинення подружніх відносин. При цьому Єлизавета Олексіївна була красива і досить розумна; зовні і характером вона нагадувала "поміщицю старого закалу на кшталт Тетяни Марківни Бережкової в "Безодня «Гончарова». Пізніше товариші Лермонтова знайшли інше порівняння: вони називали бабусю поета Марфою Посадніцею. Історик літератури Михайло Лонгінов, мати якого була знайома з Арсеньєвою, згадував про неї як про цікаву співрозмовницю, в неспішній мові якої «полягало завжди щось цікаве».
|  | Елизавета Алексеевна была среднего роста, стройна, со строгими, решительными, но весьма симпатичными чертами лица. Важная осанка, спокойная, умная, неторопливая речь подчиняли ей общество… Прямой, решительный характер её в более молодые годы носил на себе печать повелительности и, может быть, отчасти деспотизма. |

Однозначної думки про те, що стало причиною передчасної смерті чоловіка, у дослідників немає. За версією Павла Висковатова (підтверджується авторами Лермонтовської енциклопедії), він наклав на себе руки на початку січня 1810 року. Літературний критик Олександр Скабічевський в присвяченому поетові нарисі, вперше опублікованому в 1891 році, стверджував, що Арсеньєв «помер від несподіваного удару». Біографи сходяться в одному: смерть наздогнала чоловіка Єлизавети Арсеніївни в день проведення домашнього спектаклю «Гамлет», в якому Михайло Васильович грав роль могильника.
Смерть чоловіка була сприйнята Арсеньєвою з найбільшою скорботою. Згодом вона згадувала про подружнє життя з теплотою, запевняючи, що хоча «була немолода і некрасива», чоловік ставився до неї ласкаво. Після його смерті у Єлизавети Арсеніївни з'явилася звичка збільшувати власний вік. Квітуча 37-річна жінка, одягнена в чорний одяг, відразу перетворилася на бабусю — відтепер родичі називали її саме так.

### Дочка
Арсеньєва залишилася з дочкою Марією — хворобливою дівчиною, яка виглядала як і в дитячі роки, так і в юності «крихким, нервовим створінням». Звістка про те, що Марія Михайлівна вирішила стати дружиною відставного армійського офіцера Юрія Петровича Лермонтова, з яким познайомилася під час перебування в гостях у знайомих в селі Василівському Орловської губернії, викликало у Єлизавети Олексіївни протест. Проте весілля відбулося, після чого Лермонтова оселилися в Тарханах. У 1814 році на світ з'явився хлопчик, який отримав від діда не тільки ім'я, а й характер: за твердженням Арсеньєвої (1836), у внука «вдача і властивості абсолютно Михайла Васильовича».

Марія Михайлівна, яку жителі Тархан запам'ятали як людину м'яку і душевну, любила грати на піаніно для маленького сина. Лермонтов перебував у «ніжному віці», коли вона померла від туберкульозу (1817), однак у свідомості поета закарбувалися деякі фрагменти їх недовгого спілкування: 

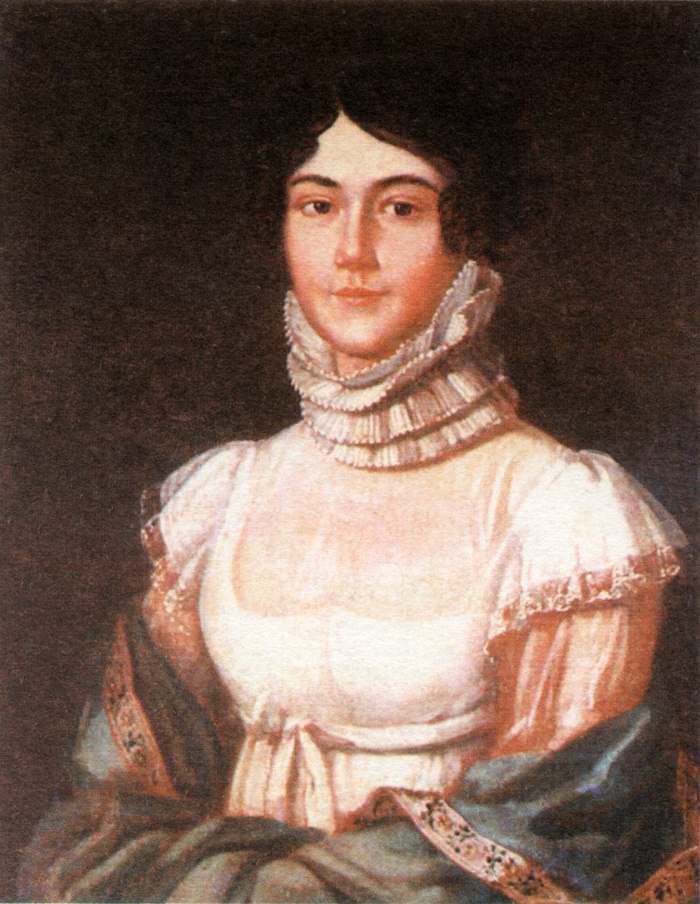
М. М. Лермонтова

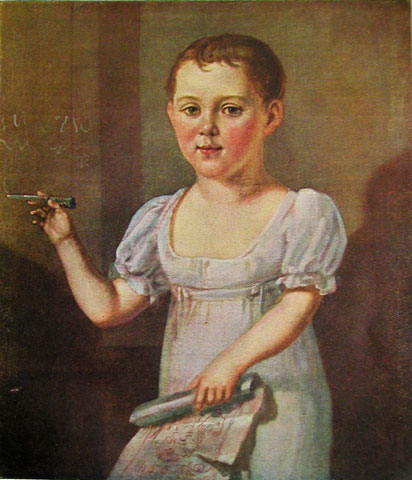
М. Ю. Лермонтов. 1817—1818

  Когда я был трёх лет, то была песня, от которой

  я плакал: её не могу теперь вспомнить, но уверен,

  что если б услыхал её, она бы произвела прежнее

  действие. Её певала мне покойная мать.

  М. Ю. Лермонтов

 Після смерті дочки Єлизавета Олексіївна віддала розпорядження зламати стару садибу, що нагадувала про пережиті трагедії; на її місці була споруджена кам'яна церква Марії Єгипетської. Разом з онуком Арсеньєва оселилася в одноповерховому будинку з мезоніном, яке находилось в саду. З того часу до самої смерті її життя було присвячене Михайлу.

## Відносини з зятем
Овдовівши, Юрій Петрович Лермонтов отримав від Арсеньєвої вексель на 25 000 рублів; на думку деяких дослідників, Єлизавета Олексіївна за допомогою «фінансової зацікавленості» намагалася переконати зятя відмовитися від виховання Михайла, інші вважають, що мова йде про суму, виділену свого часу Марії Михайлівні як придане і залишилася в руках Арсеньєвої у вигляді "інструменту маніпулювання ".
Постійно турбуючись про те, щоб зять (виїхав після похорону дружини з Тархан на батьківщину, в маєток Кропотове Тульської губернії) не забравши хлопчика, бабуся склала заповіт, згідно з яким маєток дістанеться Михайлу тільки за умови, що «онук мій буде по життю моєму до часу повнолітнього віку перебувати при мені, на моєму вихованні, під опікою, без всякої на те перешкоди батька його, а мого зятя». Як підстраховку Арсеньєва поклала на своїх братів право опіки над спадщиною юного Мішеля, поставивши в якості обов'язкової умови заборону на передачу хлопчика батькові.
Нечасті зустрічі батька і сина, проте, відбувалися: в 1827 році Мішель приїжджав в Кропотове, де жив Юрій Петрович; коли Лермонтов перебрався в Москву, побачення стали відбуватися не рідше разу на рік. Аж до свого 16-річчя юнак не був обізнаний про деталі сімейної тяжби. Знайомство з бабусиним заповітом (1830) настільки вразило юного поета, що в цей період він був «на грані відходу до батька».

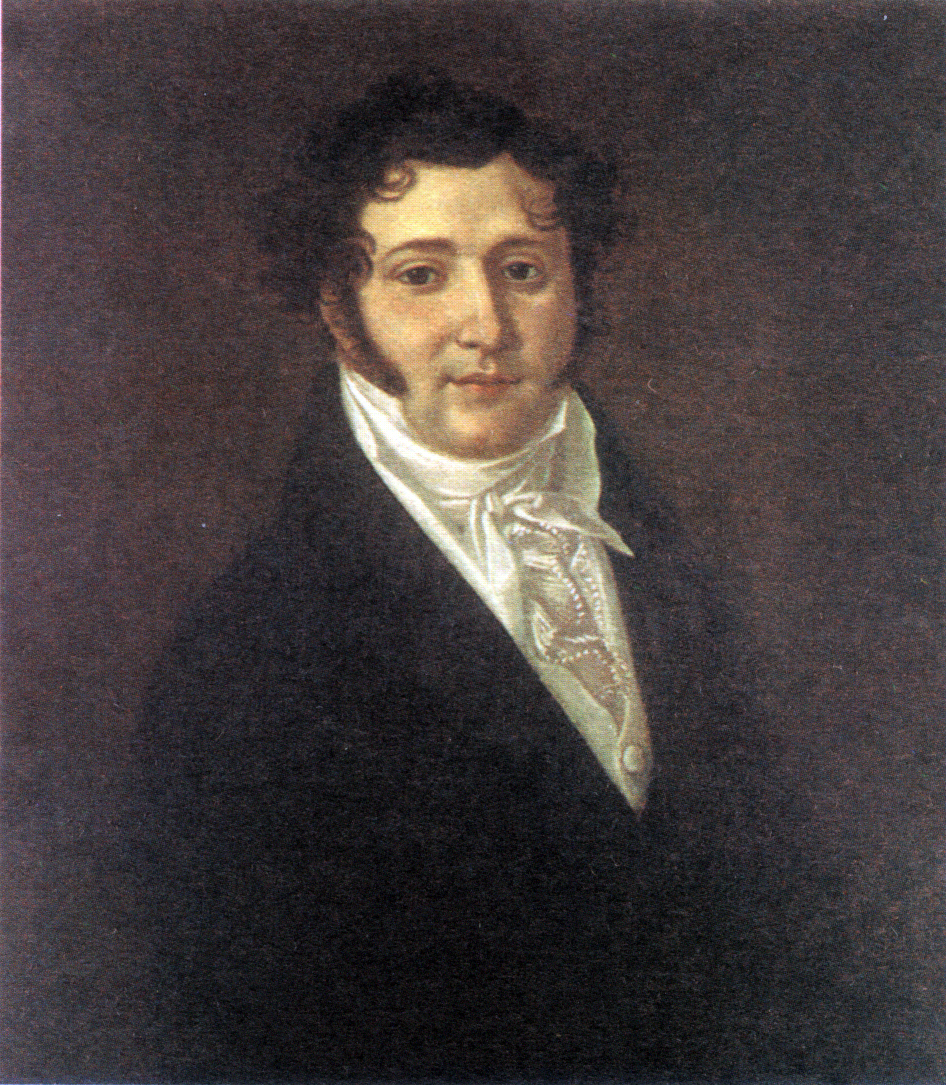
Ю. П. Лермонтов

Професор Московського університету Олексій Зіновійович Зінов'єв, який готував Лермонтова до вступу в пансіон і заохочував його перші кроки в літературі, відзначав у своїх спогадах, що «Міша не розумів протиборства між бабусею і батьком». Відгуком на складну сімейну історію стала драма, що вийшла з-під пера Лермонтова «Menschen und Leidenschaften» («Люди і пристрасті»), герой якої вимовляє: «У моєї бабці, моєї виховательки — жорстка війна з батьком, і все це на мене падеє». Та ж сама тема — страждання юнака через вимушену розлуку з батьком — знайшло відображення в віршах «Я бачив тінь блаженства» («О мій батько! Де ти? Де мені знайти твій гордий дух?») І «Жахлива доля батька і сина», написаних в 1831 році, після смерті Юрія Петровича .

## Джерела доходу

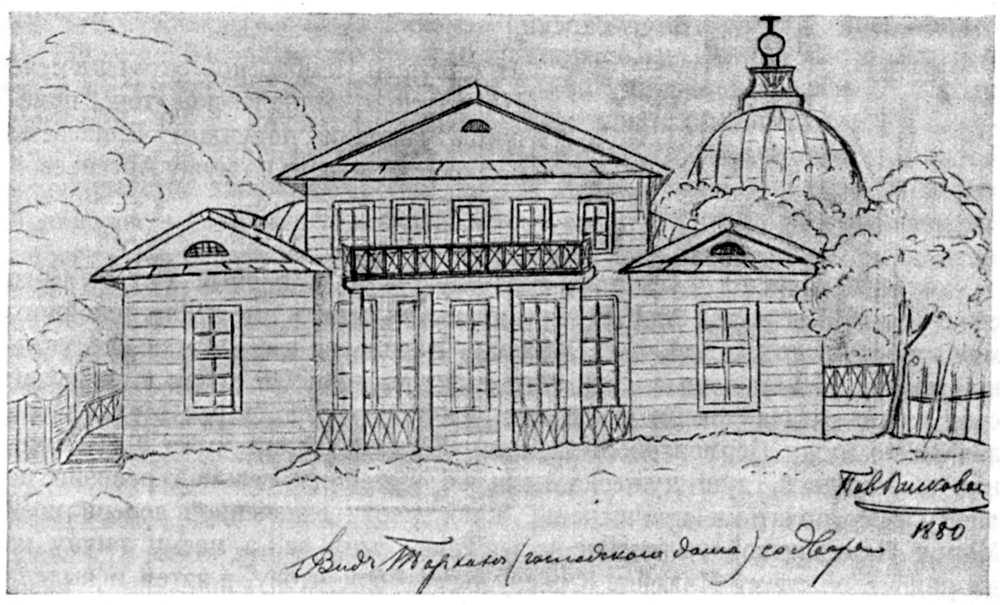
Будинок в Тарханах з боку двору. Малюнок П. Вісковатова. 1880

### Виховання

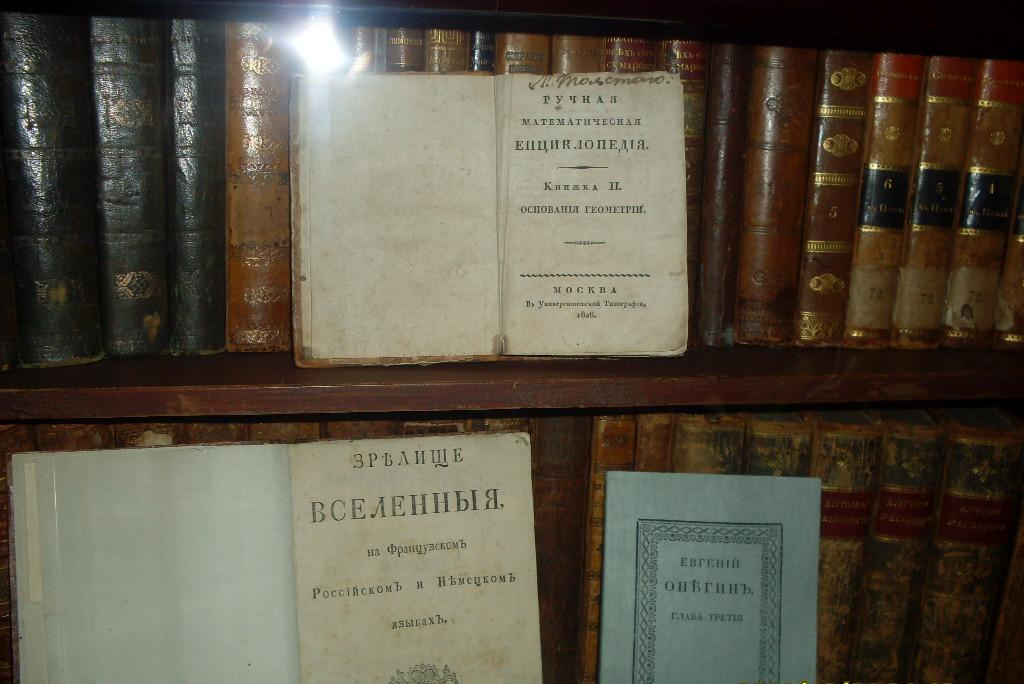
Бібліотека Лермонтова в Тарханах

### Дуель і смерть

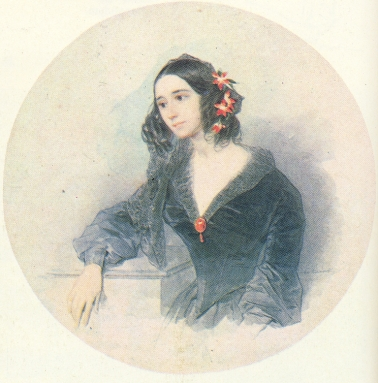
Євдокія Ростопчина. 1842—1843

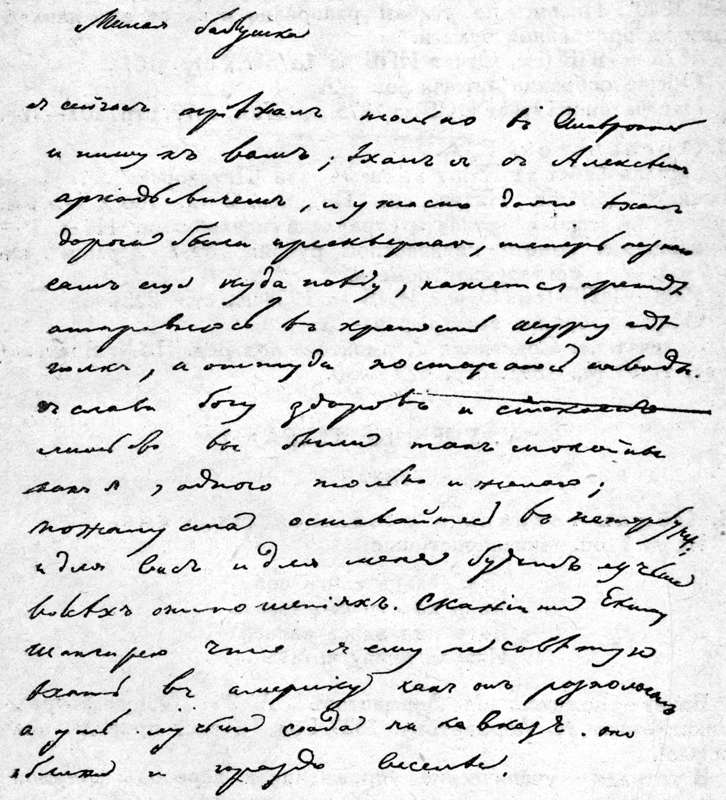
Лист Лермонтова Е. А. Арсеньєвій. 9 травня 1841

## Останні роки

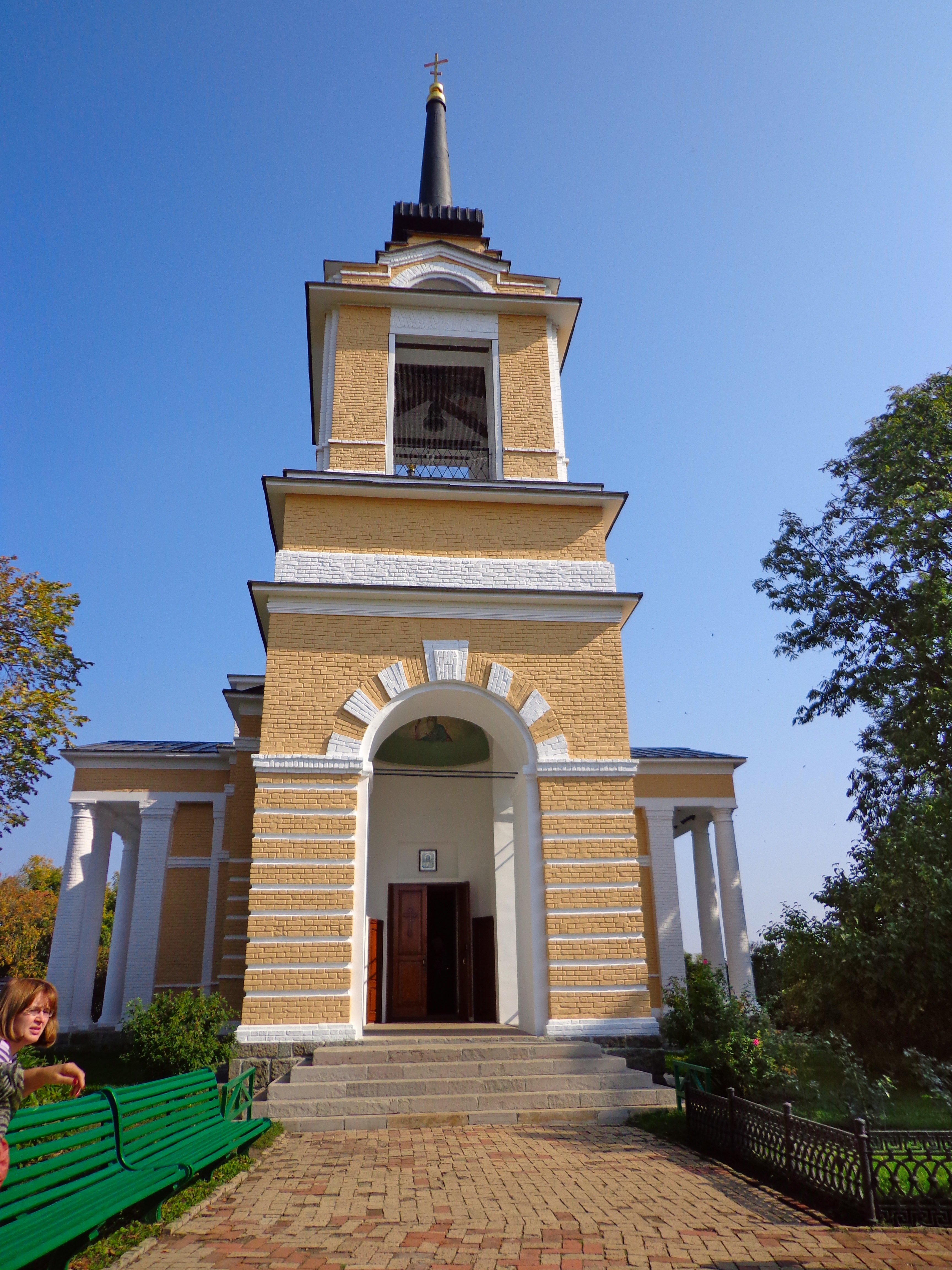
Каплиця-усипальниця в Тарханах. Тут поховані М. Ю. Лермонтов, М. В. Арсеньєв, М. М. Лермонтова, Е. А. Арсеньєва